# پادشاه بوپهونگ
پادشاه بوپهونگ ( ۵۱۴ میلادی تا ۵۴۰ میلادی ) بیست و سومین پادشاه شیلا یکی از سه پادشاهی کره بود. در دوران سلطنت او مذهب بودایی توسط گوگوریو وارد شیلا شد درباریان شیلا بر این بودند که نباید فرهنگ خارجی وارد شود اما علاقهٔ خود شاه به مذهب بودا باعث شد دین بودایی در شیلا رواج پیدا کند. 
پیش از وی شاه جیجونگ و پس از او پادشاه جینهونگ جانشین او شد. 
او را فرمانروایی بزرگ می دانند که دین بودا را وارد کشور کرد و برای آبادی کشور تلاش کرد. 

یکی از وزرای پادشاه بوپهونگ مردی به نام ایچادون یک بودایی بود که سر خود را تراشیده بود، او دائما از شاه التماس میکرد که بودیسم را به عنوان دین دولتی بپذیرد و در واقع خود امپراتور به آموزه های بودا علاقه مند شده بود. 
اما سایر وزرای شیلا به شدت با این امر مخالفت کردند. 
در این زمان ایچادون کشته شدن خود را پیشنهاد کرد و از پادشاه درخواست کرد که او را در ملا عام به خاطر آیین بودا اعدام کند. 
شاه بوپ هونگ از انجام این کار خود داری کرد و به همین دلیل ایچادون عمدا به وزیران پادشاهی توهین کرد و بدین ترتیب خشم شاه را بر انگیخت.
در نهایت ایچادون در ملاء عام اعدام شد اما قبل از بریدن سرش اظهار داشت که خون ریخته شده از بدنش قرمز نیست بلکه سفید شیری خواهد بود. 
به گفته سامگوک ساگی پیش بینی های او درست ثابت شد و خون شیری ایچادون وزرای امپراتوری را به وحشت انداخت. 
پس از کشته شدن ایچادون وی شاه بوپ هونگ دین بودیسم را پذیرفت.
در ژوئیه ۵۱۴ پدر شاهزاده بوپ هونگ یعنی شاه جیجونگ فوت کرد و او بلافاصله بر تخت نشست. 
شاه بوپ هونگ یا بئوفونگ شاهزاده ای نداشت و تنها فرزندش دخترش بود. 
در پایان وی در سال ۵۴۰ میلادی و پس از ۲۶ سال سلطنت از دنیا رفت و حکومت به شاهزاده جوان به نام کیم ساماک جونگ رسید که بعد ها با نام شاه جین هونگ شناخته شد.